# پل ساسکین
پل ساسکین (انگلیسی: Paul Soskin؛ ۲۳ فوریه ۱۹۰۵ – ۱۵ ژوئیه ۱۹۷۵) یک تهیه‌کننده فیلم، فیلم‌نامه‌نویس اهل بریتانیا بود.
وی تهیه‌کننده فیلم‌هایی همچون قانون و بی‌نظمی و خیانت ملی بوده است.